# Beate Grimsrud
Pour les articles homonymes, voir Grimsrud.
Beate Grimsrud, née le 28 avril 1963 à Bærum (Norvège) et morte le 1er juillet 2020 à Stockholm (Suède), est une écrivaine et réalisatrice norvégienne.

## Biographie

### Enfance et formation
Beate grandi en Norvège et est une enfant créative et avide de raconter des histoires. Mais lire et écrire est difficile pour elle, car elle souffre de dyslexie et de déficience visuelle.
Au début de sa vingtaine, elle fait partie de l'équipe de football norvégienne. Mais elle heurte son dos lors d'un saut de 7 mètres dans un fjord. Cet évènement l'empêche de participer à un tournoi à Taïwan. Elle décide alors de quitter son pays à 21 ans pour étudier en suède, à l'école Nordens Folkhögskola Biskops-Arnö (sv) de Bålsta.
Elle s'installe à Södermalm, un quartier de Stockholm, dès 1984.
Alors qu'elle n'avait que fait du sport dans sa jeunesse, elle arrive dans un environnement où les étudiants ont passé des heures au cinéma et à lire des livres. Elle décide alors d'arrêter le sport et se concentre sur ses études culturelles.
Beate Grimsrud a été boxeuse et footballeuse professionnelle.

### Autrice
Beate fait ses débuts en 1989 avec son recueil de nouvelles Det finns gränser för vad jag inte förstår.
Elle écrit ses livres en suédois puis les traduit en norvégien.
Puis elle écrit son premier roman, Continental Heaven, en 1993.
En 1998, elle écrit le livre Å smyge forbi en øks. Ce livre est très bien accueilli par la critique. Elle est alors nommée pour le Grand prix de littérature du Conseil nordique et le roman gagne le Prix du roman de la Sveriges Radio (sv)en 2000.
Elle écrit une suite en 2002 : Vad är fet som finns i skogen barn?. Ce livre reçoit le Prix littéraire Aftonbladet (sv).
En 2010, elle sort En dåre fri, son premier succès international. Ce roman est nommé pour le Grand prix de littérature du Conseil nordique, et il reçoit le Prix de littérature des critiques norvégiens (en) et le Prix du meilleur roman Sveriges Radios (sv).

### Cinéaste
Elle débute en tant que cinéaste en 1993 avec son premier court métrage Konungen. En 1999, elle réalise Några frågor om boxning, un documentaire qui obtient le Prix Amanda en 2000.

## Distinctions
- 1996 : Tanums kvinnestipend (no)
- 2000 : Prix Amanda, dans la catégorie Meilleur documentaire pour Några frågor om boxning
- 2002 : Prix littéraire Wahlström og Widstrands (sv)
- 2002 : Prix littéraire Aftonbladet (sv)
- 2007 : Lydia och Herman Erikssons stipendium (sv)
- 2007 : Prix du meilleur roman P2-lytternes (no) pour Søvnens lekkasje
- 2010 : Prix de littérature des critiques norvégiens (en) pour En dåre fri
- 2011 : Prix Stina Aronson (sv)
- 2011 : Prix du meilleur roman Sveriges Radios (sv) pour En dåre fri
- 2011 : Prix de la meilleure nouvelle Sveriges Radios (sv) pour Matilda
- 2011 : Prix Dobloug

### Nouvelles
- 1989 : (sv) Det finns gränser för vad jag inte förstår ; (no) Det fins grenser for hva jeg ikke forstår

### Romans
- 1993 : (sv) Continental heaven
- 1999 : (sv) Jag smyger förbi en yxa ; (no) Å smyge forbi en øks
- 2002 : (sv) Vad är fet som finns i skogen barn?
- 2007 : (sv) Har någon sett mig någon annanstans? ; (no) Søvnens lekkasje
- 2010 : (sv + no) En dåre fri
- 2012 : (no) God jul - Hvor er du?
- 2015 : (sv + no) Evighetsbarnen
- 2020 : (no) Jeg foreslår at vi våkner

### Roman traduit en français
- Une folle en liberté [«  En dåre fri »], trad. d’Alex Fouillet, Arles, France, Actes Sud, coll. « Lettres scandinaves », 2012, 444 p.  (ISBN 978-2-330-00637-2)[7]

### Livres pour enfants
- 2007 : (sv) Lydia åker på sommarläger
- 2007 : (sv) Dribbla, spark och spring!
- 2007 : (sv) Klara, färdiga, gå, PJONG!
- 2010 : (sv) Mammas affär och kattbesvär
- 2011 : (sv) Julaftnar jag levt, platser jag sovit på och syrran

## Filmographie

### Scénariste
- 1993 : (sv) Konungen
- 1995 : (sv) En film om fotboll
- 1999 : (sv) Några frgor om boxning
- 2000 : (no) Bollen i ögat
- 2010 : (sv) Det brukar gå bra

### Réalisatrice
- 1993 : (sv) Konungen
- 1995 : (sv) En film om fotboll
- 1999 : (sv) Några frgor om boxning
- 2010 : (sv) Det brukar gå bra

### Actrice
- 2010 : (sv) Det brukar gå bra